# Moræne
 Ikke at forveksle med muræne (ål).
En moræne, også kaldet en till (på ældre dansk: brævold, på engelsk: till; oprindeligt fra sydfransk dialekt moraine: "rullesten, løse sten"), er en jordart bestående af mineralkorn, bjergartsfragmenter og klippestykker af forskellig kornstørrelse, der er blevet efterladt af en gletsjer. Moræners sammensætning vil altid afspejle de jord- og bjergarter, som gletsjeren er gledet hen over på sin vej til det sted, hvor morænen er aflejret. Moræner inddeles ud fra deres kornstørrelsessammensætning i moræneler, morænesilt, morænesand, morænegrus og blokmoræne. I områder, hvor overfladen er præget af grundfjeld eller bjerge, som Nord- og Mellemskandinavien og Alperne, vil moræner overvejende være af typen morænesand, -grus eller blokmoræne, mens de i områder med en overflade bestående af finkornede løsjordsaflejringer, som Danmark, Skåne og det meste af Mellemeuropa, overvejende vil være af typerne moræneler, -silt eller -sand.
Moræneaflejringer opbygger ofte karakteristiske landskaber, præget af bølgede former, mange små søer eller markante bakkedrag. Pga. mange moræners indhold af finstof som ler og silt, samt fint fordelt kalk, er jordbunden i moræneområder ofte frugtbar, og danner i store dele af Europa grundlag for intensivt agerbrug.

## Dannelse
Når en gletsjer glider hen over sit underlag, vil den samle løse sedimentkorn op fra underlaget og føre dem med sig. Derved bliver gletsjerens nederste del efterhånden omdannet til en blanding af iskrystaller og sedimentkorn, kaldet gletsjersålen. Større korn, som er frosset fast nederst i sålen, vil kunne fræse eller skure sig ned i et hårdt underlag (hvorved der kan dannes skurestriber) og sønderdele det, hvor efter gletsjeren kan samle de sønderdelte korn op. En gletsjer kan opfattes som en meget tyktflydende væske, der kan opsamle og flytte sedimentkorn af alle størrelser med sig, lige fra ler, silt og sand til grus, sten og vandreblokke, som godt kan være meget store. Danmarks største sten, Damestenen ved Hesselager på Fyn, er kommet dertil fra Sverige med en gletsjer.
På sin nedre del begynder gletsjeren gradvist at smelte på grund af det mildere klima hér, og gletsjerens afslutning, isranden, kan opfattes som den linje, hvor tilførsel af kulde, i form af glidende is, netop opvejes af tilførsel af varme, i form af solskin, milde vinde og regn, som smelter gletsjeren ovenfra, og jordvarme, som smelter gletsjeren nedefra.
Når gletsjeren på sin vej hen mod randen smeltes nedefra af jordvarme, vil de opsamlede sedimentkorn blive frigivet fra gletsjersålen, for at blive aflejret neden under den glidende is. Sådanne aflejringer kaldes bundmoræne, og de er de mest udbredte moræner. Topmoræne dannes, når sedimentkorn smelter fri på gletsjerens overside, og flydemoræne er topmoræne som tyngdekraften sætter i bevægelse nedad skrå isflader. Herudover opererer man inden for glacialgeologien med flere andre typer moræne, fx ablationsmoræne (dannet ved nedsmeltning af stillestående is) og deformationsmoræne (dannet ved deformation og sammenblanding af lagene lige under isen). Moræners klassifikation og dannelse har i årtier været genstand for ihærdig forskning, men der råder stadig hverken fuld forståelse af mekanismerne bag eller enighed blandt forskerne.
Det tætte samspil mellem gletsjer og oparbejdet sediment er baggrunden bag betegnelserne endemoræne, sidemoræne, midtmoræne, foruden randmoræne, som alle betegner ophobninger af morænemateriale på eller ved siden eller enden af en gletsjer. For disse glaciale landskabselementer bruges på engelsk og tysk betegnelsen moraine, hhv Moräne, som altså ikke er synonyme med den danske betegnelse moræne, som svarer til det engelske till og det tyske Geschiebemergel.
Moræner regnes som skoleeksemplet på usorterede aflejringer, dvs. aflejringer bestående af mange forskellige kornstørrelser. Om en sådan aflejring benyttes også den rent deskriptive betegnelse diamikt, som ikke, i modsætning til moræne, siger noget om dannelsesmåden, men blot betegner et usorteret sediment. Over for de usorterede aflejringer står de sorterede aflejringer, aflejret i vand (fx smeltevandssand eller marint sand) eller i vind (fx klitsand eller løss), som ikke er nær så tyktflydende og som derfor kun kan flytte sedimentkorn i et ret snævert kornstørrelsesinterval, sammenlignet med en gletsher.

## Dansk moræneforskning
Ikke længe efter, at istidsteorien, forestillingen om at sammenhængende ismasser engang havde dækket store dele af Europa, vandt indpas i Danmark omkring 1870, begyndte geologerne at beskrive de danske moræner. Disse jordarter tilhørte det, man benævnte Rullestensformationen, som man indtil istidsteoriens fremkomst formodede var dannet ved en art syndflodsagtig oversvømmelse. I lyset af den ny teori var man især interesseret i at afdække, hvor mange isfremstød der havde været, og hvor de var kommet fra. I 1888 oprettedes Danmarks geologiske Undersøgelse, og hér gik man straks i gang med en kortlægning af jordarterne, herunder morænerne, i Danmarks overflade, til brug ved fremstilling af geologiske kort, som det var kendt fra andre lande.
På samme tid gennemførte Generalstabens topografiske Afdeling, det senere Geodætisk Institut, en detaljeret kortlægning af hele Danmarks overflade, som resulterede i de såkaldte målebordsblade i målestok 1:20.000. Disse kort var i første omgang tiltænkt militæret som en hjælp ved forsvaret af Danmark mod indtrængende fjender, men fik senere stor betydning inden for bl.a. fysisk planlægning og geomorfologi. Kortene gjorde det muligt for kvartærgeologerne, ved siden af opmålinger af lagene i råstofgrave og kystklinter og petrografiske undersøgelser af morænernes sammensætning, at udføre detaljerede studier af det danske istidslandskab, og inddele landoverfladen i glaciale landskabstyper, såsom hedesletter, randmoræner, dødisområder o.l. På denne måde kunne landskabets topografi bl.a. bruges til at forudsige, hvor moræner kunne tænkes at forekomme.
Efter en forholdsvis stille periode i midten af det 20. århundrede, hvor den sedimentologiske geologiske forskning mere var rettet mod Danmarks undergrund, bl.a. foranlediget af de dybe olieefterforskningsboringer, som med amerikansk hjælp blev iværksat efter 2. verdenskrig, bød 1970-erne på fornyet fokus på kvartærgeologi og undersøgelser af moræner. Flere nye metoder var medvirkende til, at man opnåede nye, interessante resultater, som beskrevet nedenfor.

### Ledeblokke og fingrus
Visse af stenene i moræner, kaldet ledeblokke, stammer fra faststående bjergarter med begrænset geografisk udbredelse, fx den let genkendelige hvidspættede, rødviolette rhombeporfyr, som kun forekommer i et område nær Oslo. En dansk moræne med indhold af rhombeporfyr må derfor være aflejret af en gletsjer som er kommet hertil nord fra, mens en moræne med kvartsporfyrer, der kun findes i Stockholm-området, må være kommet til Danmark ned gennem Østersøen, det vil sige ind over Danmark fra sydøst. Dette var den oprindelige argumentation bag ledeblokmetoden, som optog danske kvartærgeologer i første halvdel af det 20. århundrede.
Metoden viste sig dog at være problematisk, og den blev i 1970-erne erstattet af fingrustællinger efter hollandsk forbillede. Her kiggede man ikke på sten og blokke af ganske bestemte typer, men på alle små gruskorn i et bestemt størrelsesinterval, og man behøvede derfor ikke nær så store prøver. Fingrusfraktionen blev inddelt i mineraler og bjergartstyper med hver sit udseende og deraf følgende geologiske oprindelse, fx kvartskorn (fra neogene flodaflejringer), krystalline korn (mest granit og gnejs, fra Skandinaviens prækambriske grundfjeldsområder), sedimentære (sandsten og lersten fra Palæogen og Mesozoikum), foruden kalksten (fra Kridt og Danien).

### Glaciale deformationer, kinetostratigrafi og stenorientering
Man blev i slutningen i 1800-tallet klar over, at de forstyrrede lagserier, man fra gammel tid kendte fra mange kystklinter, skyldtes gletsjere, som havde skubbet rundt med deres underlag, herunder også deres egne moræneaflejringer. Glacialt forstyrrede lagserier, som de fx ses i klinterne ved Lønstrup,, Røjle og på Møn, fremviser mange strukturer kendt fra bjergområder, såsom forkastninger, overskydninger og folder, og dette var en medvirkende inspiration, da den kinetostratigrafiske metode blev udviklet i 1970-erne. Hér fokuseres på en gletsjers bevægelse (kinetik) og deformation, dels af sine egne moræner og smeltevandsaflejringer, dels af ældre, underliggende aflejringer.
Den mekaniske spændingsfordeling i gletsjersålen bevirker, at aflange sten i bundmoræner normalt vender samme vej, nemlig oftest parallelt med isens strømningsretning. Dette retningsmønster i stenenes orientering, kaldet till fabric, gør det muligt ud fra opmåling af sten i en morænebænk at afgøre, i hvilken retning gletsjeren har bevæget sig.

### Glacialstratigrafi i Danmark
Efter næsten 150 års forskning i danske istidsaflejringer er det nuværende billede af istiden, af isfremstødenes antal og omfang, og de resulterende moræne- og smeltevandsaflejringers sammensætning og fordeling, en hel del mere komplekst end da man begyndte, hvor man ivrigt diskuterede, om der havde været én eller to istider. I dag kendes spor fra i alt 9 større isfremstød hen over dansk område, foruden flere mindre fremstød.
| Istid    | Varighed ( tusind år før nu) | Isfremstød over Danmark |
| -------- | ---------------------------- | ----------------------- |
| Weichsel | 117 - 20                     | 4                       |
| Saale    | 386 - 128                    | 3                       |
| Elster   | 465 - 418                    | 1                       |
| Cromer   | 850 - 465                    | 1                       |

## Danske moræner
Selv når man ser bort fra Grønland og Færøerne, er der inden for det danske område ret stor variation i morænernes sammensætning. Almindeligst er moræneler, som er meget udbredt i Østjylland, på Fyn og Sjælland, Lolland-Falster og Møn, med undtagelse af Nordsjælland. Her forekommer i stedet mest morænesand, som det også er tilfældet med det meste af den vestlige halvdel af Jylland, samt Nordjylland og Himmerland. Morænegrus og -silt er sjældent forekommende. Den meget varierede bornholmske undergrund gør, at man her finder alle typer moræner, lige fra moræneler til blokmoræne, som ellers er meget sjælden i Danmark.

### Lokalmoræner og glaciale flager
Normalt vil en moræne bestå af materiale opsamlet af gletsjeren på en forholdsvis lang strækning, gerne flere hundrede km, men under visse forhold kan en gletsjer på en ret kort strækning opsamle store mængder af sit underlag, og her bliver morænen så præget af dette underlag, at man taler om lokalmoræne. I Danmark kendes lokalmoræner fra Ringsted og Femerbælt (lys moræneler eller -sand pga. store mængder danienkalk og skrivekridt), Lillebælt (meget fed moræneler pga. store mængder plastisk ler) og Herning (næsten sort moræneler pga. stort indhold af glimmerler). På Amager og i det centrale København findes 'amagermoræne', som dog ikke indeholder store mængder af lokalt opsamlet materiale, men hvis lokale præg skyldes, at denne moræne er overordentlig fast, formentlig pga. kalkcementering, i en grad så den er berygtet blandt grave-entreprenører, som af og til betegner den som 'lerbeton'.
Hvis gletsjerens underlag består af tykke, impermeable lerlag, vil trykket fra gletsjeren inde i lerlaget kunne opbygge så store poretryk, at leren mister sin styrke og kan føres med isen. I andre tilfælde er gletsjerens underlag, af fx løse sandlag eller forholdsvis blød kalk, blevet nedkølet så at porevandet er frosset, så lagene bliver hårde. Nogle gange er en gletsjer i sådanne tilfælde i stand til at løsne større flager fra sit underlag og føre dem med sig, uden at flagerne sønderdeles og opblandes i isen, men i dag fremstår som partier af fx fedt ler, sand eller kalk inde i et morænelag, såkaldte glaciale flager.
- Moræneler fra Nyborg, rig på hvide bryozoer fra danienkalk.
- Stærkt kalkpræget moræneler fra Ringsted-egnen.
- Stærkt gruset moræneler fra Stenløse.

### Moræne som landbrugsjord
Planter vokser bedst i muldjord, som er det øverste, organiske jordlag lige under overfladen. Muld dannes bl.a. ved, at dødt plantemateriale gennem tiden opsamles i overfladelaget, hvor det omdannes til næringsrige humusstoffer. En frugtbar muld er desuden kendetegnet ved at indeholde ler (som binder regnvandet og forhindrer udtørring) og kalk (som forhindrer forsuring), samt sand (som giver jorden styrke og tillader vandet at strømme rundt i mulden).
Med sin blanding af alle kornstørrelser, men ofte ikke særlig mange sten og blokke, et lerindhold på typisk 15-25 % og et kalkindhold i samme størrelsesorden, har muldlaget i morænelersområder mange gode agronomiske egenskaber, og denne jord regnes både i Danmark og mange steder i Nordeuropa og Nordamerika, og andre tidligere nedisede områder, som den mest frugtbare. I områder med morænesand er jorden også ganske velegnet til agerbrug, men kalken vaskes her nemmere ud af mulden, som heller ikke har helt den samme vandbindingsevne som muld dannet ud fra moræneler. De dårligste muldjorde er de, som findes i områder med smeltevandssand og flyvesand, hvor både ler- og kalkindhold normalt er meget lavt.

### Eksempler
- 80 cm dyb udgravning i forvitret moræneler (det hvide allerøverst er sne); nederst udgravningens vandrette bund.
- Profil gennem forvitret moræneler med muldlag øverst; tommestok er 2 m lang.
- Profil i sprækket moræneler, med et gruslag i midten, som adskiller forvitret moræne øverst fra uforvitret moræne nederst.
- Kerneboret prøve fra Carlsberg-området i København af grænsen mellem moræneler til venstre og danienkalk til højre; skala i cm, nedad til højre.
- Byggegrube i Københavns lufthavn med grænse mellem grå moræne t.v. og lys København Kalk t.h.
- Dolken (med 11 cm skaft) er stukket ned i grønlig havbundsmoræne, som er dækket af tyndt marint sandlag, som igen er dækket af mørk leret gytje.
- Udgravet væg i moræneler, i midten med stenhorisont og forneden med tynde okkerholdige sandlag.
- Afgravningsflade i forvitret gulbrun moræneler, med rødfarvede partier stammende fra oparbejdet Jura-ler (Pancarp-ler).
- Moræneler med okkerbelagte sprækker (dolkskaft er 11 cm).
- Stiplede linjer afgrænser et lag af deformationsmoræne fra homogen moræneler foroven og København Kalk forneden; dolkskaft er 11 cm.
- Sprækket moræneler 9 m under terræn ved Nørrebro metrostation

## Danske morænelandskaber
Moræneaflejringer danner ofte karakteristiske landskaber, enten som svagt bølgede moræneflader (fx Stevns og området mellem Roskilde og Køge), storbakkede landskaber (fx mellem Aarhus og Randers), eller som markante bueformede strøg af høje bakker, såkaldte randmoræner, dannet ved at en fremrykkende gletsjer har bulldozet materiale op foran sig (fx Mols Bjerge, Odsherredbuerne eller De fynske alper ved Fåborg). En stagnerende gletsjer bevæger sig stort set ikke fremad, men udsættes i stedet for nedsmeltning, hvorved den opdeles i adskilte isklumper, ofte af anselig størrelse (typisk 50–200 m), kaldet dødisklumper. Sådanne klumper vil ofte efter nogen nedsmeltning blive dækket af sediment, fx i form af flydemoræne eller smeltevandsaflejringer, som virker varmeisolerende. Herved bremses klumpernes afsmeltning, og de vil kunne bevares gennem ganske lang tid, idet de dog efterhånden svinder ind, hvorved der ovenover dem dannes en vandfyldt fordybning, et dødishul, som efterhånden fyldes helt eller delvis op med yngre aflejringer. Dødislandskaber findes mange steder i Danmark, især i det centrale Jylland, i et bredt bælte langs Jyllands østkyst, på det centrale og sydlige Fyn, samt i Nordsjælland og på Midtsjælland.

## Anvendelse
Moræner anvendes sjældent som råstof. Morænegrus kan dog være velegnet til produktion af stabilgrus, ligesom visse arter af stenfattig moræneler kan anvendes til teglproduktion. I gamle dage brugte man på de magre, kalkfattige jorde i Vestjylland lokale forekomster af kalkholdig moræneler som jordbrugsmergel.